# ریتلن
ریتلن (به انگلیسی: Rhuddlan، تلفظ ولزی: [ˈr̥ɨðlan]) یک شهرک در ولز است که در دنبیشر واقع شده‌است. ریتلن ۳٬۷۰۹ نفر جمعیت دارد.